# Mitsuo Horigome
Mitsuo Horigome (jap. 堀米 光男 Horigome Mitsuo; ur. 6 kwietnia 1974 w Yamanouchi) – japoński biegacz narciarski, trzykrotny medalista mistrzostw świata juniorów.

## Kariera
W Pucharze Świata zadebiutował 12 grudnia 1992 roku w Ramsau, zajmując 51. miejsce w biegu na 10 km stylem dowolnym. Pierwsze punkty wywalczył 5 marca 1994 roku Lahti, gdzie był osiemnasty w biegu na 15 km stylem dowolnym. Najlepszy wynik w zawodach tego cyklu osiągnął 16 lutego 2000 roku w Ulrichen, gdzie był siódmy w biegu na 10 km techniką dowolną. W klasyfikacji generalnej najwyżej uplasował się w sezonie 1999/2000, kiedy zajął 44. pozycję.
W 1994 roku wystąpił na igrzyskach olimpijskich w Lillehammer, gdzie zajął między innymi 19. miejsce na dystansie 30 km techniką dowolną. Był to jego najlepszy indywidualny rezultat olimpijski. W sztafecie najwyższą lokatą było dziewiąte miejsce podczas igrzysk olimpijskich w Salt Lake City osiem lat później. Zajął też między innymi 20. miejsce w biegu na 50 km stylem dowolnym oraz dziewiąte w sztafecie na mistrzostwach świata w Val di Fiemme w 2003 roku. W kategorii juniorów największe sukcesy odniósł podczas mistrzostw świata juniorów w Breitenwang w 1994 roku, gdzie zdobył złoty medal w biegu na 30 km stylem dowolnym i w sztafecie, a w biegu na 10 km techniką klasyczną był trzeci.

## Osiągnięcia

### Igrzyska olimpijskie
| Miejsce | Dzień     | Rok  | Miejscowość    | Konkurencja             | Czas biegu | Strata   | Zwycięzca                   |
| ------- | --------- | ---- | -------------- | ----------------------- | ---------- | -------- | --------------------------- |
| 19.     | 14 lutego | 1994 | Lillehammer    | 30 km stylem dowolnym   | 1:12:26,4  | +5:23,0  | Thomas Alsgaard             |
| 31.     | 17 lutego | 1994 | Lillehammer    | 10 km st. klasycznym    | 24:20,1    | +2:16,1  | Bjørn Dæhlie                |
| 27.     | 19 lutego | 1994 | Lillehammer    | Bieg pościgowy na 25 km | 1:00:08,8  | +4:58,2  | Bjørn Dæhlie                |
| 36.     | 12 lutego | 1998 | Nagano         | 10 km stylem klasycznym | 27:24,5    | +2:20,3  | Bjørn Dæhlie                |
| 22.     | 14 lutego | 1998 | Nagano         | 10+15 km pościgowy      | 1:07:01,7  | +3:09,4  | Thomas Alsgaard             |
| 7.      | 17 lutego | 1998 | Nagano         | Sztafeta 4 × 10 km      | 1:40:55,7  | +2:11,0  | Norwegia                    |
| 32.     | 22 lutego | 1998 | Nagano         | 50 km stylem dowolnym   | 2:05:08,2  | +12:01,0 | Bjørn Dæhlie                |
| 48.     | 9 lutego  | 2002 | Salt Lake City | 30 km stylem dowolnym   | 1:11:31,0  | +6:35,3  | Christian Hoffmann          |
| 33.     | 14 lutego | 2002 | Salt Lake City | 2 × 10 km łączony       | 49:48,9    | +1:48,6  | Thomas Alsgaard Frode Estil |
| 12.     | 17 lutego | 2002 | Salt Lake City | Sztafeta 4 × 10 km      | 1:32:45,5  | +5:05,0  | Norwegia                    |

### Mistrzostwa świata
| Miejsce | Dzień     | Rok  | Miejscowość   | Konkurencja             | Czas biegu | Strata  | Zwycięzca           |
| ------- | --------- | ---- | ------------- | ----------------------- | ---------- | ------- | ------------------- |
| 49.     | 21 lutego | 1997 | Trondheim     | 30 km stylem dowolnym   | 1:06:28,2  | +4:55,7 | Aleksiej Prokurorow |
| 74.     | 24 lutego | 1997 | Trondheim     | 10 km stylem klasycznym | 23:41,8    | +3:18,3 | Bjørn Dæhlie        |
| DNF     | 25 lutego | 1997 | Trondheim     | 10+15 km pościgowy      | 1:00:11,1  | -       | Bjørn Dæhlie        |
| 14.     | 28 lutego | 1997 | Trondheim     | Sztafeta 4 × 10 km      | 1:37:06,1  | +7:52,8 | Norwegia            |
| 50.     | 22 lutego | 1999 | Ramsau        | 10 km stylem klasycznym | 24:19,2    | +2:28,7 | Mika Myllylä        |
| DNF     | 23 lutego | 1999 | Ramsau        | 10+15 km pościgowy      | 1:05:54,9  | -       | Thomas Alsgaard     |
| 14.     | 26 lutego | 1999 | Ramsau        | Sztafeta 4 × 10 km      | 1:35:07,5  | +6:41,0 | Austria             |
| 41.     | 17 lutego | 2001 | Lahti         | 2 × 10 km łączony       | 47:15,5    | +2:50,8 | Per Elofsson        |
| 12.     | 22 lutego | 2001 | Lahti         | Sztafeta 4 × 10 km      | 1:36:42,5  | +5:12,8 | Norwegia            |
| 49.     | 21 lutego | 2003 | Val di Fiemme | 15 km stylem klasycznym | 35:47,5    | +2:44,3 | Axel Teichmann      |
| 56.     | 23 lutego | 2003 | Val di Fiemme | 2 × 10 km łączony       | 47:42,3    | +3:02,6 | Per Elofsson        |
| 9.      | 25 lutego | 2003 | Val di Fiemme | Sztafeta 4 × 10 km      | 1:31:56,4  | +2:01,8 | Norwegia            |
| 20.     | 1 marca   | 2003 | Val di Fiemme | 50 km stylem dowolnym   | 1:54:25,3  | +3:39,3 | Martin Koukal       |

### Mistrzostwa świata juniorów
| Miejsce | Dzień       | Rok  | Miejscowość | Konkurencja             | Wynik     | Strata  | Zwycięzca            |
| ------- | ----------- | ---- | ----------- | ----------------------- | --------- | ------- | -------------------- |
| 6.      | 2 marca     | 1993 | Harrachov   | 10 km stylem klasycznym | 30:46,5   | +56,4   | Mathias Fredriksson  |
| 5.      | 6 marca     | 1993 | Harrachov   | 30 km stylem dowolnym   | 1:15:36,3 | +2:11,3 | Kjetil Juul Pedersen |
| 3.      | 26 stycznia | 1994 | Breitenwang | 10 km stylem klasycznym | 28:36,5   | +9,9    | Grigorij Gutnikow    |
| 1.      | 28 stycznia | 1994 | Breitenwang | Sztafeta 4 × 10 km      | 1:55:55,6 | -       | -                    |
| 1.      | 30 stycznia | 1994 | Breitenwang | 30 km stylem dowolnym   | 1:18:07,8 | -       | -                    |

### Puchar Świata

#### Miejsca w klasyfikacji generalnej
- sezon 1993/1994: 51.
- sezon 1994/1995: 69.
- sezon 1995/1996: 82.
- sezon 1996/1997: 48.
- sezon 1997/1998: 58.
- sezon 1998/1999: 52.
- sezon 1999/2000: 44.
- sezon 2001/2002: 133.
- sezon 2002/2003: 76.
- sezon 2003/2004: 118.

#### Miejsca na podium zawodów PŚ
Horigome nigdy nie stał na podium zawodów PŚ.